# Кирово (Мишкинский район)
Кирово — село в Мишкинском районе Курганской области. Административный центр Кировского сельсовета.

## Географическое положение
Село Кирово расположено в северной части Мишкинского района Курганской области в 30 километрах от р. п. Мишкино на левом берегу реки Миасс. До города Шадринск — 70 км.
В черте села находится реликтовый высокобонитетный сосновый бор с участками березняка, относящийся к ленточным борам Сибири. Он занесён в реестр особо охраняемых природных объектов Курганской области как памятник природы.
Через село протекает малая речка Боровлянка, впадающая в Миасс в районе пересечения улицы Береговая и переулка Октябрьский. За речкой Боровлянка расположен микрорайон «Заречный» (ул. Труда и ул. Мира).

## История
Село Кирово, до 1935 года Воскресенское (изначально Митрополичье), основано русскими переселенцами у слияния реки Миасс и речки Боровлянки не позднее 1679 года, когда угодья и село, находящиеся южнее Окуневского острога, получил Тобольский митрополичий дом. По указу митрополита Сибири Павла, игуменом Успенского Далматовского монастыря Исааком и боярином Яковом Фадеевым в 21 июня 1684 году заложен град (крепость) размером 42 на 31,5 сажени для защиты от кочевников. Стены и башни рубили не просто, а кверху с развалами. Крыши крыли драньём и тёсом, с украшениями. Для защиты привезена медная пушка с ядрами, отлитыми на Железненском монастырском поселье. До 1774 года крепость располагалась на месте современной площади села. В крепости находился гарнизон во главе с комендантом, состоящий из роты ландмилиции и полусотни казаков, а укрепление состояло из рва и частокола и 4 деревянных башен, на которых были поставлены пушки, по одной на каждой из башен.
Около 1700 года в селе была построена деревянная церковь Святого Михаила Архангела, сломанная в 1740 г. после большого пожара. На месте, где был престол, устроен кирпичный пирамидальный памятник, осенённый крестом.
По переписи 1710 года в митрополичьем селе Воскресенское 108 дворов с населением 736 человек.
Первые поселенцы были вынуждены строить свои дома внутри крепости и ходить на полевые работы с оружием. Объясняется это опасным соседством кочевых племён, которые неоднократно нападали на русские поселения, жгли их, угоняли жителей и скот. Горело и Воскресенское.
Так, 11 ноября 1709 года, драгуны села Воскресенское вступили в бой с отрядом степняков, которые бежали на северо-запад. У д. Шаламово на становье Усен их настигли. Убиты 6 кочевников, один, по имени Урал, взят в плен. Стрелою в грудь ранен драгун Василий Толмачёв.
10 августа 1737 года Воскресенский приказчик Израилев с отрядом драгун вступил в бой с большим отрядом кочевников на Горной елани, попал в засаду и был разбит. Только двум драгунам удалось вырваться и добраться до Окунёвского острога.
В 1725 киргизы совершили набег на самый праздник всех святых или 9 воскресение после Пасхи; но набег был отражён общими усилиями жителей и гарнизона. В память избавления от киргизского набега на средства жителей основана деревянная церковь Воскресения Христова: с того времени и село Митрополичье стало называться Воскресенским.
Жители Воскресенской волости принимали активное участие в восстании в крупных вотчинах Тобольского митрополичьего дома с 1762 г. по 1764 г., которые получило название «Дубинщина» и было жестоко подавлено.
6 февраля 1774 года в село вступили отряды сподвижников Пугачёва Аники Ерусланова и есаула Тараканова. Люди встретили их хлебом-солью. На центральной площади у Волостной управы жителей привели к присяге, были избраны органы самоуправления волости. «Село и крепость заняты пугачёвцами без сопротивления и двое здешних же крестьян Фёдор Чесалка и Степан Стурма назначены были атаманами Воскресенской крепости. После 1774 года, по отобрании в казну духовных имений, Воскресенское взято в ведение Коллегии Экономии, а впоследствии Оренбургской Казённой Палаты до образования Министерства Государственных Имуществ. При митрополичьем доме было Воскресенское Духовное Правление, переведённое в 1789 г. в г. Челябинск, а отсюда в 1861 в г. Оренбург». 
В 1822 году в селе заложен кирпичный храм Во имя Воскресения Господня с пятиярусной колокольней.
«Освящена в 1834 году по благословению Преосвященного Михаила, Епископа Оренбургского и Уфимского. При этой церкви 2 придела — Богоявления Господня и Покрова Богородицы. Деревянная же церковь Воскресения Христова продолжала находиться близ нынешней каменной. После того, как её разобрали из-за ветхости, на месте её престола возвели каменную часовню. В дни храмовых праздников, в 9 воскресение после Пасхи, когда бывает и крестный ход вокруг селения, 6 Января и 1 Октября бывают в с. Воскресенском ярмарки, на которые стекается не мало торговцев и народа из окрестностей: кроме того, неизвестно почему, здесь празднуется 10 Июля, день Святого Антония Печерского, и тоже бывает ярмарка; сверх того здесь ещё бывают базары каждое воскресенье».
Село — центр волости, становой квартиры Челябинского уезда Оренбургской губернии. Ярмарки проходили перед Пасхой, Покровом и Рождеством.
В марте 1843 года в селе начался «Картофельный бунт», который охватил Воскресенскую, Окунёвскую, Кислянскую, Каменскую и другие волости. В мае царские войска под командованием генерала Обручева и казачьего атамана графа Цукато подавили бунт.
1843 год считается датой основания Кировской средней школы. В этом году были открыты мужское и женское двуклассные министерские училища. Хотя первая школа в селе Воскресенское организована в 1779 году.
В 1892 году, заботами челябинского уездного врача Бейвеля, построена Воскресенская земская больница, располагавшаяся в двух двухэтажных зданиях на улице Береговой. Оказывала медицинские услуги населению в радиусе более 30 км.
В 1913 году построена трактовая дорога Воскресенское — Мишкино. В селе появился первый легковой автомобиль.
1915 год — открыта библиотека.
С 1916 года существует Народный театр.
9 августа 1919 года село было обстреляно из пушек отступающими полками Колчака. В сильном пожаре сгорела большая часть домов, в том числе и 2 двухэтажных здания Земской больницы, женская школа, сборня и др.. С боями село занято 21-й штурмовой дивизией и 30-й стрелковой Петроградской дивизией 5 армии Восточного фронта.
По данным на 1926 год состояло из 530 хозяйств. В административном отношении являлось центром Воскресенского сельсовета и Воскресенского района Челябинского округа Уральской области.
В 1930 году создана Воскресенская (в 1935 году переименована в Кировскую) государственная машинно-тракторная станция.
18 марта 1935 года указом Президиума Верховного Совета село Воскресенское было переименовано в село Кирово, а Воскресенский район в Кировский район.
В 1938 году на средства и силами жителей был построен Дом Культуры и памятник С. М. Кирову (разработчик и изготовитель — Ленинградская архитектурная мастерская).
С апреля по 1 октября 1942 года в здании Кировской средней школы располагался эвакуационный госпиталь № 3858. За время его работы прошли лечение более 400 раненых бойцов. Солдаты, чей дом остался на оккупированной фашистами территории, свой отпуск провели в селе Кирово и сёлах Кировского района.
В 1947 году пущен в работу Кировский маслозавод. От его электрогенераторов село получило постоянное электроснабжение.
В 1964 году основан первый в СССР школьный спортивный клуб «Кировец».
С 1965 по 1971 год работало Кировское медицинское училище. За это время подготовлено 300 медицинских работников для здравоохранения области.
1970 год — реконструирован Кировский сушильный завод, построено овощехранилище.
В 1971 году в здании медицинского училища открыт детский областной пульмонологический санаторий «Космос».
В 1968—1972 году реконструировано здание средней школы. Расширено количество кабинетов и построен спортивный комплекс, что позволило работать в одну смену.
9 мая 1980 года открыт мемориал воинам-кировчанам, погибшим в Великой Отечественной войне, возле него ветеранами высажены ели.
1986—1991 г. — строительство капитального железобетонного моста через реку Миасс и асфальтовой дороги до Мишкино и центральных усадеб колхозов и совхозов.
2012 г. Закрыт дом ветеранов «Берёзка».
В 2012—2013 году Кировская врачебная амбулатория переехала в новое модульное здание по ул. Кирова (на месте Дома Быта). Больничный городок Кировской зональной (участковой) больницы законсервирован.

## Население
| 1926 | 1939  | 1959  | 1989  | 2002  | 2010  |
| ---- | ----- | ----- | ----- | ----- | ----- |
| 2233 | ↗2790 | ↗3167 | ↘2692 | ↘2059 | ↘1750 |

1710 год. Согласно переписи населения в митрополичьем селе Митрополичье (Воскресенское) 108 дворов с населением 736 человек.
1861 год. По X народной переписи в селе Воскресенское 619 душ мужского и 675 женского пола, а по метрикам и духовным росписям состоит 167 дворов, в них 687 душ мужского и 786 женского пола. Все жители православные, раскольников нет, но находятся издавна на поселении казанские татары, уклонившиеся из православия в магометанство. Эти татары живут здесь 30 лет, особыми домами от православных и их считается 42 души мужского и 37 женского пола.
1891 год. В волостном селе Воскресенское 610 дворов, 1890 душ, 2 церкви.
По данным переписи 1926 года в селе проживало 2233 человека (1038 мужчин и 1195 женщин), в том числе: русские составляли 99 % населения.
1959 год. Согласно переписи населения, в селе проживало 3157 человек.

## Предприятия и организации
- Детский пульмонологический санаторий «Космос»;
- МКОУ «Кировская средняя общеобразовательная школа»;
- МДОУ «Солнышко»;
- библиотека;
- аптека № 21 ОАО «Курганфармация»;
- Кировская врачебная амбулатория (ранее участковая больница);
- Филиал Мишкинской детско-юношеской спортивной школы;
- Сельский дом культуры (при Доме культуры с 1916 года работает Кировский народный театр);
- ДОК «Воскресенский» (Кировский лесопункт);
- Рознично-торговое предприятие потребкооперации ;
- Кировское лесничество;
- автозаправочная станция «Кронос трейд»;
- цех электросвязи ОАО «Уралсвязьинформ»;
- отделение почтовой связи;
- электроподстанция;
- дорожно-ремонтный строительный участок;
- ООО «Патриот».
- Дом милосердия «Журавушка».

## Спорт
При Кировской средней школе с 1964 года работает первый в стране школьный спортивный клуб «Кировец». В селе базируется ФК «Кировец», играющий в чемпионате Курганской области.

## Известные люди
- Нина Николаевна Усатова — Народная артистка Российской Федерации.
- Квашнин Анатолий Васильевич — Герой РФ, генерал армии, начальник генерального штаба.
- Махнёв, Александр Иванович — председатель исполкома Курганского областного Совета народных депутатов в 1973—1988 годах, заслуженный агроном РСФСР
- Плотников Александр Григорьевич — Герой Советского Союза.
- Улыбышева Любовь Гавриловна — Заслуженный врач РСФСР, депутат Верховного Совета РСФСР двух созывов.
- Бейвель Александр Францевич — уездный врач, доктор медицины (с 1897 года), избран челябинским городским головой.
- Драчёв, Иван Леонтьевич — с 1947 по 1951 год возглавлял партийную организацию Кировского района (райком КПСС).
- Оболдин, Савелий Савельевич — с 1948 по 1950 год работал электромехаником в Кировской МТС.